# 欧宗河 (塞兹河支流)
欧宗河（法語：Auzon，法語發音：[ozɔ̃]），上游部分称欧佐内河（Auzonnet，[ozɔnɛ]），是法国奧克西塔尼大區加尔省的河流，是塞茲河的右支流，长30.51千米，发源自波特，于里维耶尔流入塞兹河。